# Lubos Tomicek
Lubos Tomicek är en tjeckisk speedwayförare född 14 mars 1986. Säsongen 2009 kör han sin andra säsong i Sverige för Hallstaviksklubben Rospiggarna. Var nära att kvala in till 2008 års GP-serie, men slutade på fjärde plats i kvalfinalen. Har dock gjort några inhopp både som reserv och wild card, men framgångarna har uteblivit. Kör också i engelska, polska och danska ligan.